# Championnat d'Arménie de football 2018-2019
Navigation
Édition précédente Édition suivante
La saison 2018-2019 de Premier-Liga Arménienne est la 27e édition du Championnat d'Arménie de football. Lors de cette saison, le Alashkert FC tente de conserver son titre de champion d'Arménie. Trois places sont qualificatives pour les compétitions européennes, la quatrième place étant celles du vainqueur de la Coupe d'Arménie 2019.
Le championnat passe cette saison de 6 à 9 équipes qui s'affrontent quatre fois, soit un total de 32 matchs pour chaque équipe.
La saison se conclut sur la victoire du promu, le FC Ararat-Armenia, qui remporte le premier titre de son histoire.

## Classement
Le classement est établi sur le barème de points classique (victoire à 3 points, match nul à 1, défaite à 0).
Pour départager les égalités, un play-off est joué si c'est une égalité pour la première place. Dans les autres cas, on tient d'abord compte du nombre de matchs gagnés, puis des points en confrontations directes, puis du nombre de matchs gagnés en confrontations directes, puis de la différence de buts en confrontations directes, puis du nombre de buts marqués en confrontations directes puis du nombre total de victoires, puis de la différence de buts générale et enfin du nombre total de buts marqués.
| Rang | Équipe              | Pts | J  | G  | N  | P  | Bp | Bc | Diff |
| ---- | ------------------- | --- | -- | -- | -- | -- | -- | -- | ---- |
| 1    | FC Ararat-Armenia P | 61  | 32 | 18 | 7  | 7  | 53 | 28 | +25  |
| 2    | Pyunik Erevan       | 60  | 32 | 18 | 6  | 8  | 46 | 32 | +14  |
| 3    | Banants Erevan      | 52  | 32 | 14 | 10 | 8  | 43 | 35 | +8   |
| 4    | Alashkert FC T C    | 51  | 32 | 15 | 6  | 11 | 37 | 27 | +10  |
| 5    | Lori FC P           | 41  | 32 | 11 | 11 | 10 | 42 | 40 | +2   |
| 6    | Gandzasar Kapan     | 38  | 32 | 10 | 8  | 14 | 38 | 33 | +5   |
| 7    | Shirak FC           | 36  | 32 | 7  | 15 | 10 | 26 | 30 | -4   |
| 8    | Artsakh FC P        | 28  | 32 | 6  | 10 | 16 | 25 | 49 | -24  |
| 9    | Ararat Erevan       | 22  | 32 | 5  | 7  | 20 | 24 | 60 | -36  |

|  | Qualification pour le 1er tour de qualification de la Ligue des champions 2019-2020 |
|  | Qualification pour le 1er tour de qualification de la Ligue Europa 2019-2020        |
|  | Relégué en deuxième division                                                        |
|  | T : Tenant du titre C : Vainqueur de la Coupe d'Arménie P : Promu                   |

## Déroulement de la saison
- Gandzasar Kapan joue ses matchs à domicile au Stade du Centre Technique National à Erevan, son stade habituel,  le Stade Gandzasar étant en travaux.
- Lori FC joue ses matchs à domicile à l'Académie de football de Vanadzor en attendant la fin des travaux du stade de Vanadzor.

## Bilan de la saison
| Championnat d'Arménie de football 2018-2019                        |                               |
| Champion                                                           | FC Ararat-Armenia (1er titre) |
| Coupes et trophées                                                 |                               |
| Vainqueur de la Coupe d'Arménie 2018-2019                          | Alashkert FC                  |
| Qualifications continentales                                       |                               |
| Ligue des champions de l'UEFA 2019-2020                            | FC Ararat-Armenia             |
| Ligue Europa 2019-2020                                             | Pyunik Erevan                 |
| Ligue Europa 2019-2020                                             | Banants Erevan                |
| Ligue Europa 2019-2020                                             | Alashkert FC                  |
| Promotions et relégations                                          |                               |
| Promus en Championnat d'Arménie de football                        | Junior Sevan FC               |
| Relégués en Championnat d'Arménie de football de deuxième division | Ararat Erevan                 |